# Carinabella
Carinabella är ett släkte av kvalster. Carinabella ingår i familjen Eremaeidae.
Kladogram enligt Catalogue of Life:
| Carinabella | \| \| Carinabella pulchra \| \| \| \| \| \| Carinabella tuberculata \| \| \| \| |
|             | \| \| Carinabella pulchra \| \| \| \| \| \| Carinabella tuberculata \| \| \| \| |
|             | Asperemaeus                                                                     |
|             |                                                                                 |
|             | Caucaseremaeus                                                                  |
|             |                                                                                 |
|             | Eremaeus                                                                        |
|             |                                                                                 |
|             | Eueremaeus                                                                      |
|             |                                                                                 |
|             | Tricheremaeus                                                                   |
|             |                                                                                 |
|             | Carinabella pulchra                                                             |
|             |                                                                                 |
|             | Carinabella tuberculata                                                         |
|             |                                                                                 |

|  | Carinabella pulchra     |
|  |                         |
|  | Carinabella tuberculata |
|  |                         |